# Йоуганн Берг Гвюдмюндссон
Заголовок цієї статті — це ісландське ім'я, де Йоуганн — особове ім'я, а Гвюдмюндссон — ім'я по батькові. 
Йоуганн Берг Гвюдмюндссон (ісл. Jóhann Berg Guðmundsson; нар. 27 жовтня 1990, Рейк'явік, Ісландія) — ісландський футболіст, нападник збірної Ісландії та англійського клубу «Бернлі».

## Клубна кар'єра
Вихованець клубу «Брєйдаблік». Під час виступів за юнацьку команду він кілька разів був на стажуванні в англійських "Челсі та «Фулгемі». У 2008 році Йоуганн дебютував за «Брєйдаблік» у чемпіонаті Ісландії.
На початку 2009 року Гвюдмюндссон перейшов у нідерландський АЗ, підписавши контракт на п'ять років. 8 серпня 2010 року в матчі проти «НАК Бреда» він дебютував у Ередивізі. 29 січня 2011 року в поєдинку проти «ВВВ-Венло» Йоуганн забив свій перший гол за АЗ. У 2013 році він допоміг команді виграти Кубок Нідерландів.

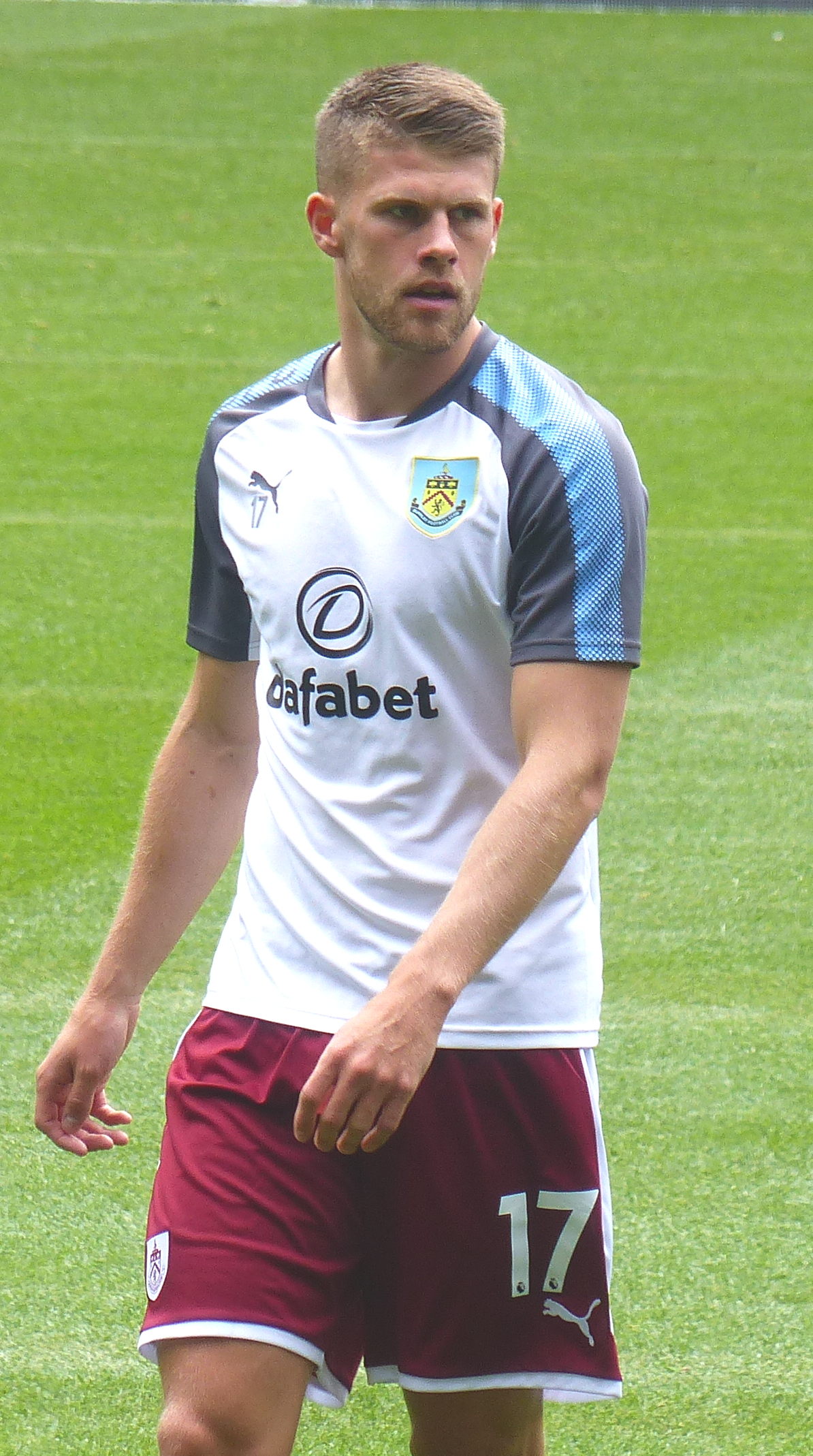
Гвюдмюндссон під час виступів за «Бернлі». 12 серпня 2017 року.

Влітку 2014 року Гвюдмюндссон перейшов в англійський «Чарльтон Атлетік», підписавши контракт на два роки. 9 серпня в матчі проти «Брентфорда» він дебютував у Чемпіоншипі. 20 вересня в поєдинку проти «Ротергем Юнайтед» Йоуганн забив свій перший гол за «Атлетик». Влітку 2015 року він продовжив контракт ще на чотири роки.
Влітку 2016 року Гвюдмюндссон перейшов в «Бернлі», підписавши контракт на три роки. 13 серпня в матчі проти «Суонсі Сіті» він дебютував у англійській Прем'єр-лізі, замінивши у другому таймі Скотта Ерфілда. 5 листопада в поєдинку проти «Крістал Пелес» Йоуганн забив свій перший гол за «Бернлі». Станом на 26 липня 2017 року відіграв за клуб з Бернлі 55 матчів в національному чемпіонаті.

## Виступи за збірні
2008 року дебютував у складі юнацької збірної Ісландії, взяв участь у 2 іграх на юнацькому рівні, відзначившись одним забитим голом.
Протягом 2008—2011 років залучався до складу молодіжної збірної Ісландії. На молодіжному рівні зіграв у 14 офіційних матчах, забив 6 голів. У 2011 році Йоуганн у складі збірної до 21 року взяв участь у молодіжному чемпіонаті Європи у Данії. На турнірі він зіграв у матчах проти команд Данії та Білорусі.
20 серпня 2008 року у товариському матчі проти збірної Азербайджану Гвюдмюндссон дебютував у складі національної збірної Ісландії. 14 листопада 2012 року в поєдинку проти збірної Андорри він забив свій перший гол за національну команду. 6 вересня 2013 року в відбірковому матчі чемпіонату світу 2014 року проти збірної Швейцарії Йоуганн зробив хет-трик.
Влітку 2016 року Гвюдмюндссон потрапив у заявку збірної на участь у чемпіонаті Європи у Франції. На турнірі він зіграв у всіх п'яти матчах, дійшовши до чвертьфіналу. Через два роки поїхав з командою і на чемпіонат світу 2018 року у Росії.

## Титули та досягнення
- Володар Кубка Нідерландів: 2012-13